# Weekblad deGouda
Weekblad deGouda is een huis-aan-huisblad, in Gouda, Haastrecht, Reeuwijk,  Waddinxveen en Stolwijk.
Het Weekblad deGouda is een voortzetting van De Krant van Gouda die in 2006 voor het eerst verscheen. In 2016 werd de naam gewijzigd in Weekblad deGouda. Het blad wordt sinds mei 2017 uitgegeven door Print Media Nederland BV.
Weekblad deGouda is gelieerd aan een radiozender (GoudaFM) en een tv-kanaal (GoudaTV).